# 緑の募金

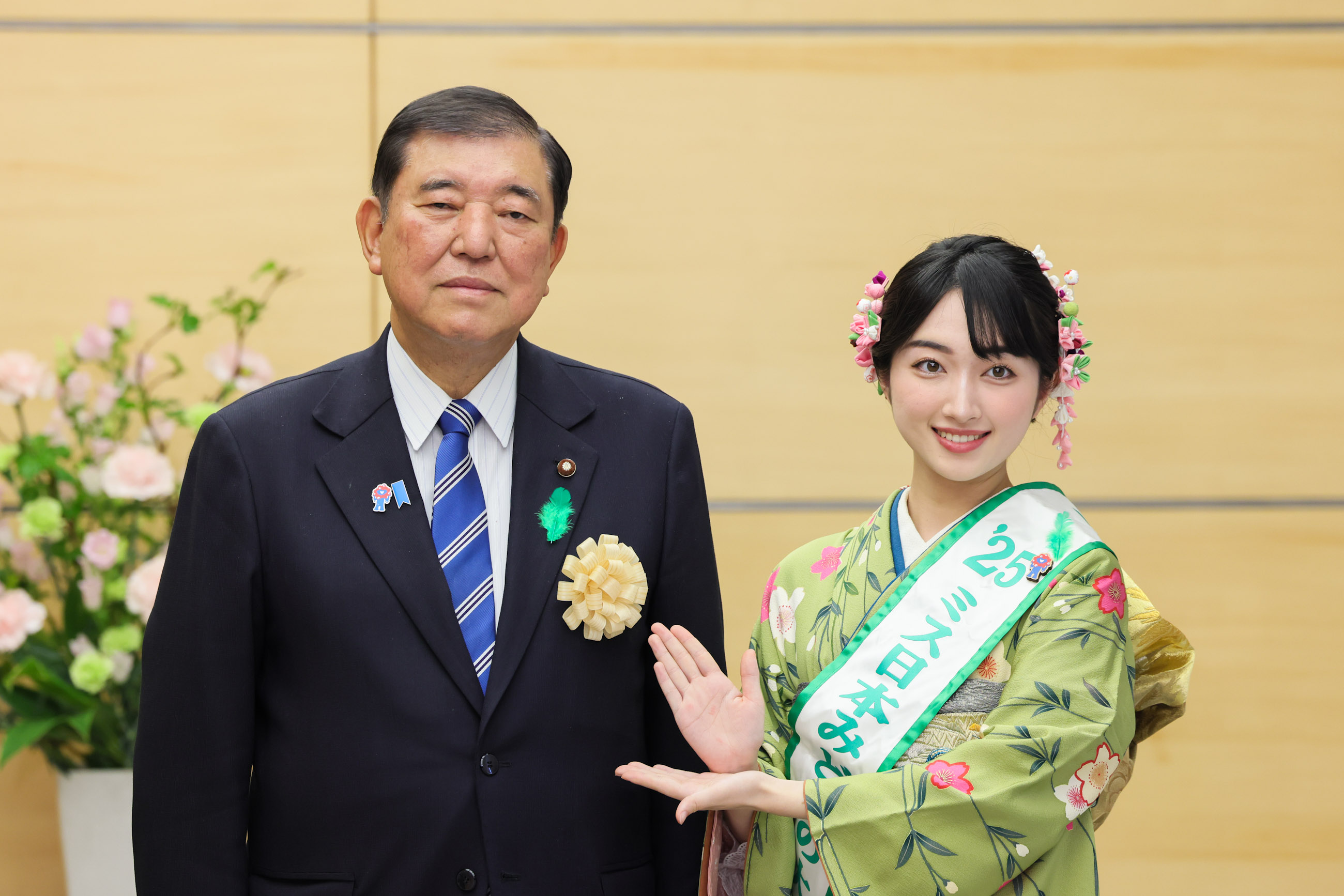
緑の羽根着用キャンペーンの一環として、ミス日本みどりの大使らが首相官邸を表敬した。2025年4月。

緑の募金（みどりのぼきん）とは毎年、農林水産大臣の定める期間内に限って緑の募金という名称を用いて行う寄附金の募集であってその寄附金を森林整備等の推進に用いることを目的とするものをいう（緑の募金による森林整備等の推進に関する法律第2条第2項）。

## 沿革
- 1950年（昭和25年）から緑の羽根募金として始められ、1995年（平成7年）に緑の募金と改められた植林活動を支援する募金。

## 運営主体
- 国土緑化推進機構
- 各都道府県緑化推進委員会

## レコード
- 『みどりの歌』（作詞：中村利春、作曲・編曲古関裕而、歌：藤山一郎、安西愛子）

1948年（昭和23年）3月、NHK『ラジオ歌謡』で発表。同年4月、日本コロムビアからレコード発売（A388、のちに学芸規格C-42へ移行）。
- 『緑化の歌「育て森よ」』（作詞：江間章子、作曲・編曲・指揮：團伊玖磨、歌：坂本九・杉並児童合唱団、伴奏：東京セントラル・オーケストラ）
- 『行進曲「われら森のパトロール」』（作詞：江間章子、作曲・編曲・指揮：團伊玖磨、歌：杉並児童合唱団、伴奏：東京セントラル・オーケストラ、振付：濱田靖一・青山敏彦） 東芝レコード 3ERS-369（3ERS-369-A）
- 『マスゲーム「グリン・グリン・グリーン」』（作曲・編曲・指揮：團伊玖磨、演奏：東京セントラル・オーケストラ、リング体操：濱田靖一・青山敏彦） 3ERS-369（3ERS-369-B）

※東芝レコード3ERSー369に収録されている3曲は国土緑化推進委員会によって制定された。

## 感謝状
緑の募金では、一定額を寄付した者に感謝状を贈る。
個人からの寄付
- 30万円以上100万円未満：公益社団法人国土緑化推進機構 理事長 感謝状
- 100万円以上500万円未満：林野庁長官 感謝状
- 500万円以上：農林水産大臣 感謝状
- 30万円未満の寄付：地域により各都道府県緑化推進委員会の理事長又は会長による感謝状の贈呈の対象となることがある。

法人・団体の寄付
- 50万円以上200万円未満：公益社団法人国土緑化推進機構 理事長 感謝状
- 200万円以上1000万円未満：林野庁長官 感謝状
- 1000万円以上：農林水産大臣 感謝状
- 50万円未満の寄付：地域により各都道府県緑化推進委員会の理事長又は会長による感謝状の贈呈の対象となることがある。